# Tyler Hubbard
Tyler Reed Hubbard, född 31 januari 1987 i Monroe i Georgia, är en amerikansk singer-songwriter och musiker, mest känd som medlem i den Nashvillebaserade musikduon Florida Georgia Line. Efter att duon tog ett uppehåll under år 2021, så har Hubbard verkat som soloartist, detta hos skivbolaget EMI Nashville. Hans första soloframträdande var som gästsångare på Tim McGraws låt "Undivided", följt av den första solosingeln "5 Foot 9", som toppade tidningen Billboards Country Airplay-listor, under år 2022. Han släppte därefter sitt självbetitlade debutalbum, vilket han gjorde under år 2023.
I februari 2014 ådrog den då 27 år fyllda Hubbard sig en ryggskada, i samband med att han var involverad i en motorcykelolycka. Den 1 juli 2015 gifte han sig med Hayley Stommel, efter att ha varit tillsammans med henne sedan år 2013, samt förlovad sedan år 2014. Paret har tre barn, två söner och en dotter, tillsammans.